# Livadia, Larnaca
Livadia (greacă Λιβάδια) este o municipalitate și o suburbie a orașului Larnaca,
Cipru. Are o populație de 7206 de locuitori (în anul 2011). Livadia se află la câțiva kilometri nord de Larnaca.